# Château de Poiseux
Ne pas confondre avec le Arros, affluent de l'Adour.
 (novembre 2023).
- Si vous ne connaissez pas le sujet, laissez ce bandeau (vous pouvez alors contacter les auteurs).
- Si vous supprimez le contenu mis en cause (vous pouvez préalablement contacter les auteurs),

argumentez précisément cette suppression dans la page de discussion
(un manque de référence n'est pas un argument ; une recherche réelle de référence doit avoir été effectuée, être formellement documentée).
Le  vieux château de Poiseux est un édifice situé à Poiseux (France).

## Localisation
Le vieux château de Poiseux est situé sur le territoire de la commune de Poiseux, située dans le département de la Nièvre en région Bourgogne-Franche-Comté.

## Description
Le château actuel a remplacé une vieille forteresse. Il a été rebâti au XVIe siècle par les d'Avantois sur les restes de l'ancien, il occupait une surface considérable et consistait en trois corps de logis ornés aux angles de tours carrées entourant une cour rectangulaire. Une vaste basse-cour ceinte de murs anglés de tours rondes s'étendait devant la façade principale du château. De l'ancienne demeure, qui était entourée de fossés remplis d’eau, il ne reste que l’aile sud flanquée d’une tour carrée à chacune de ses extrémités. La façade et l’aile nord se sont écroulées en 1840[source insuffisante].

## Historique
La première mention concernant la forteresse primitive date de 1277.
Actuellement c'est une propriété privée appartenant à un particulier.

## Galerie

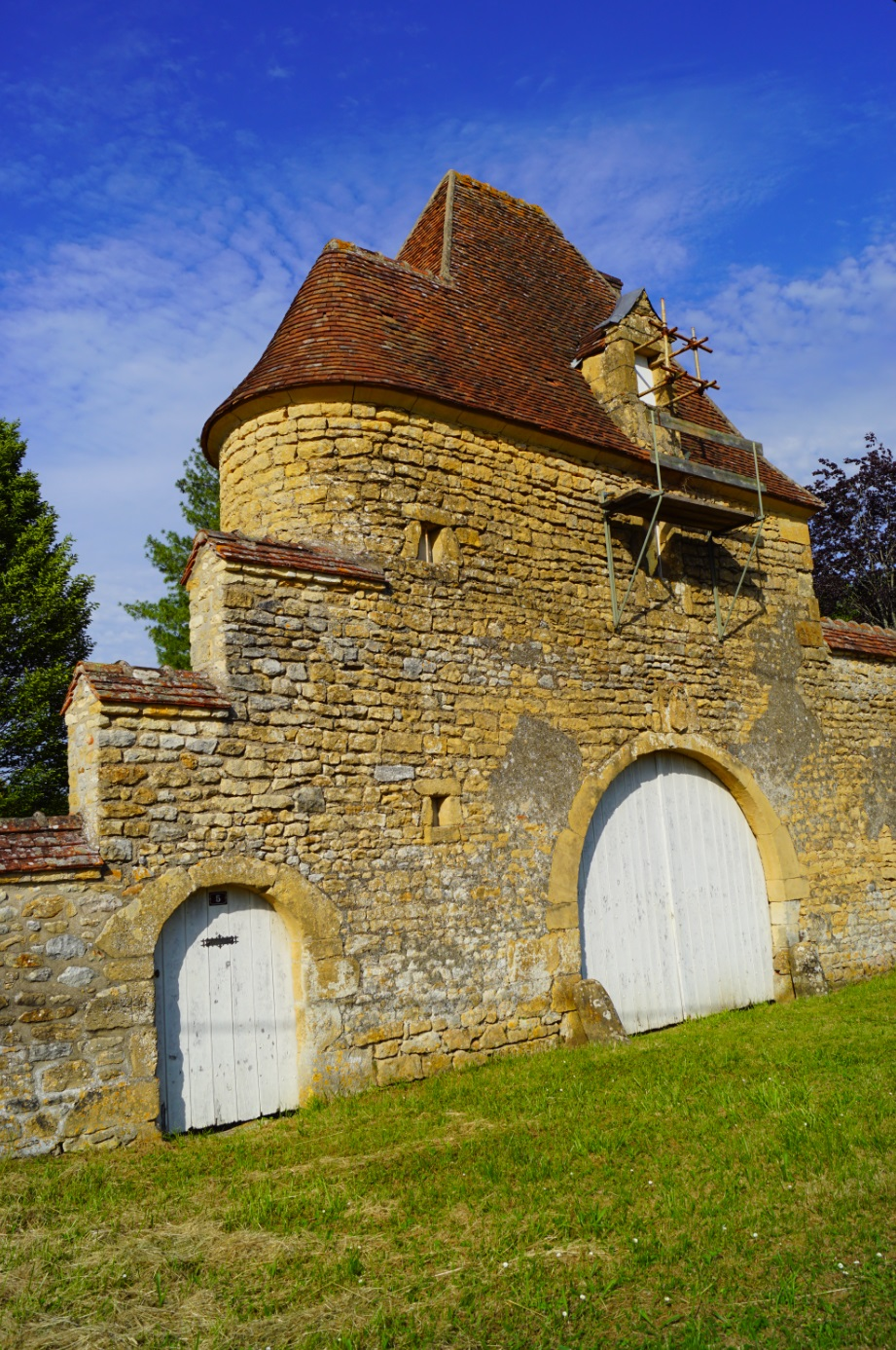
La poterne du château.
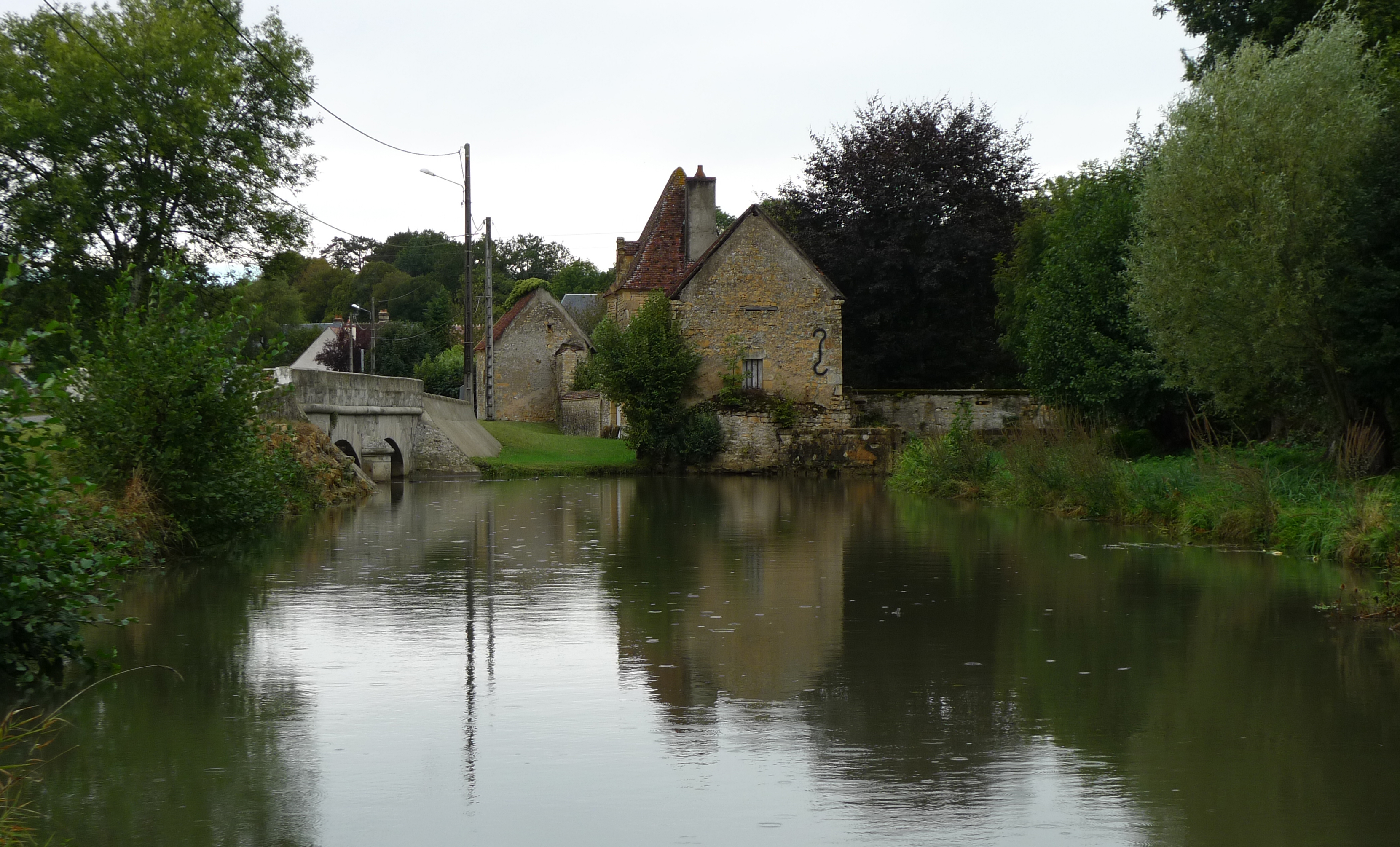
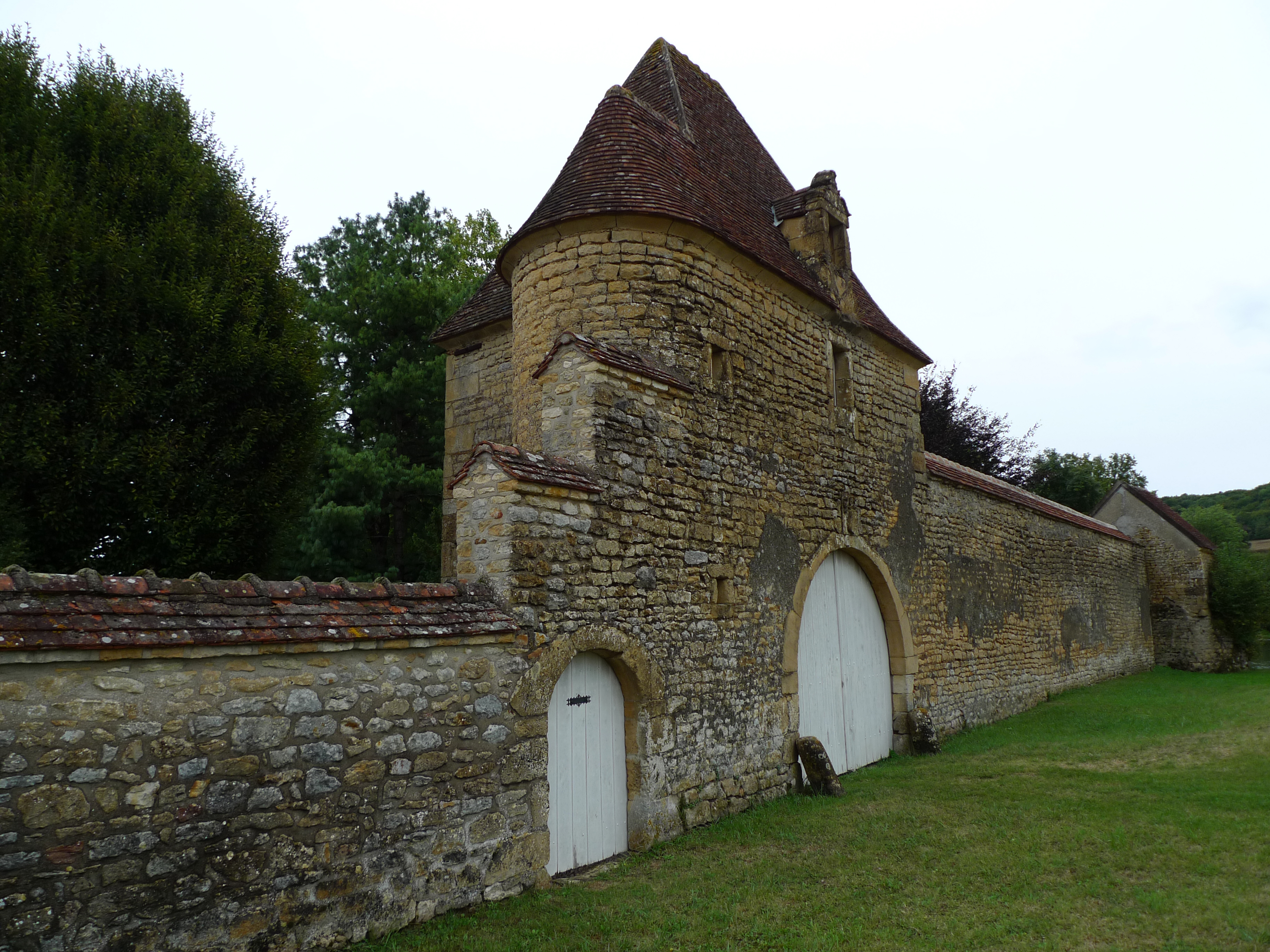
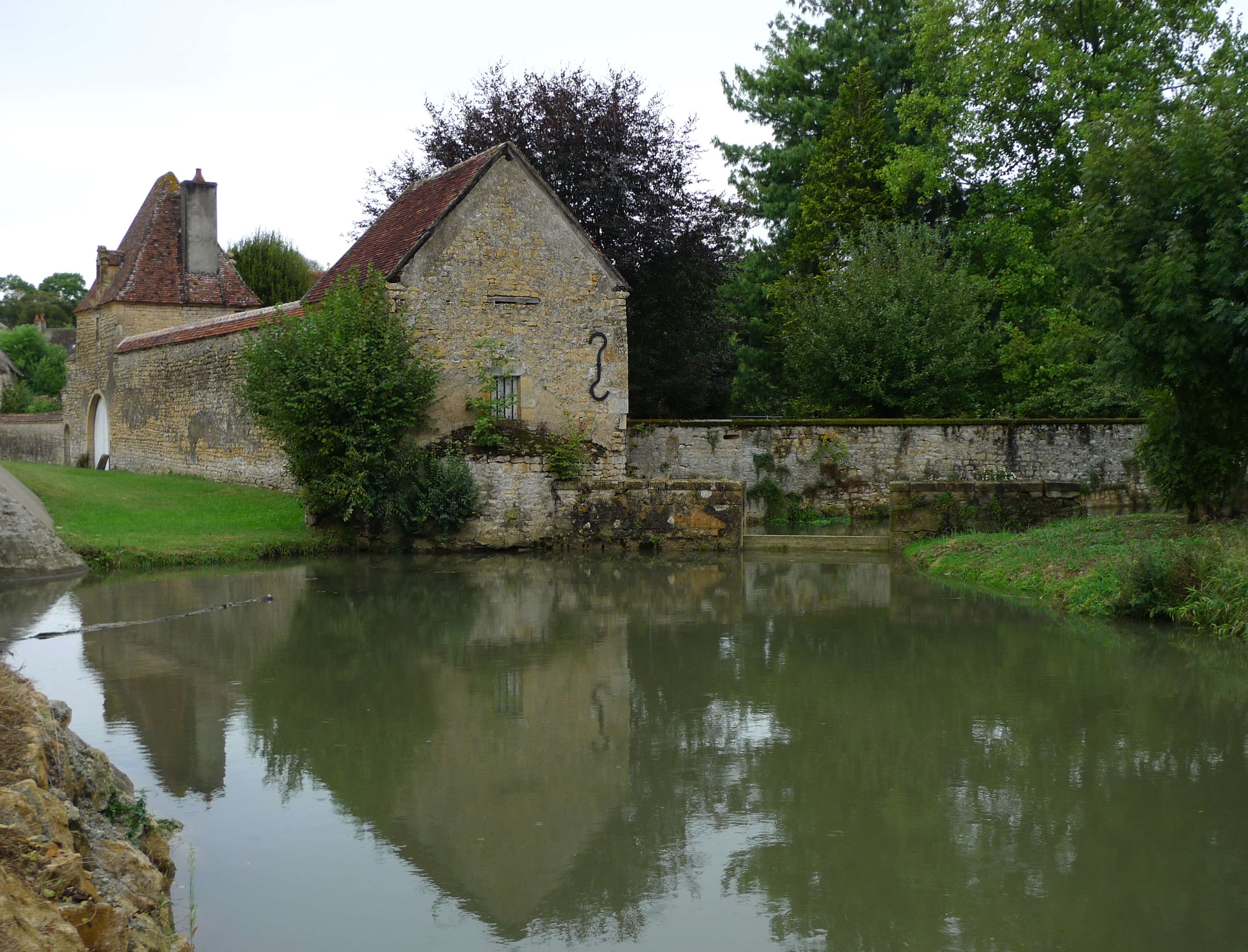